# 史密斯法案
外侨登记法（Alien Registration Act），又称史密斯法案（Smith Act）是1940年6月28日通过的一项美国国会法，该法律对以暴力主张颠覆政府的行为设置了刑罚并要求所有非美国公民进行登记。共有约215人，包括共产主义者、无政府主义者、法西斯主义者因此法受到起诉。在史密斯法之下进行的起诉一直持续到了1957年美国最高法院将数个相关判决推翻。此后，史密斯法经历了数次修改。